# Pierre Adam (altiste)
Pour les articles homonymes, voir Pierre Adam et Adam.
Pierre Adam est un altiste et compositeur français né le 4 octobre 1820 à Saint-Flour et mort le 11 juin 1890 à Paris.

## Biographie
Pierre Adam naît le 4 octobre 1820 à Saint-Flour.
On ne sait rien de sa formation musicale mais Adam devient un artiste reconnu. Il est musicien à l'Orchestre de l'Opéra de Paris, où il termine sa carrière comme alto solo, ainsi qu'à l'Orchestre de la Société des concerts du Conservatoire,.
Il est également un chambriste recherché. Il est altiste du Quatuor des séances d'Achille Gouffé, entre 1856 et 1865, second alto de la Société pour l'exécution des quintettes anciens et modernes en 1857 et 1858, puis altiste de la Société des quatuors Lamoureux entre 1860 et 1870,.
Comme pédagogue, Adam est, de 1861 à sa mort, professeur de violon et d'alto à l'Institut des jeunes aveugles,. Dans ce cadre, Louis Vierne a figuré au nombre de ses élèves, entre 1881 et 1890.
Personnalité majeure de l'alto en France, de son temps, « après Casimir-Ney, qui lui demandait volontiers de le remplacer », Pierre Adam a, selon Joël-Marie Fauquet, « contribué avec talent et modestie à affirmer le statut de l'alto dans la seconde moitié du XIXe siècle ».
Il meurt le 11 juin 1890 à Paris (18e arrondissement de Paris),.